# Drosophila saltans (artgrupp)
Drosophila saltans är en artgrupp inom släktet Drosophila och undersläktet Sophophora.  Artgruppen består av fem olika artundergrupper och arten Drosophila neoprosaltans som inte blivit placerad i någon artundergrupp.
Artundergruppen Drosophila cordata och artundergruppen Drosophila elliptica skildes evolutionärt sett först från resten av artundergrupperna inom artgruppen Drosophila saltans. Detta betyder att artundergrupperna Drosophila parasaltans, Drosophila saltans och Drosophila sturtevanti är närmare besläktade med varandra än med de andra två artundergrupperna.

## Artundergrupper inom artgruppenDrosophila saltans
- Drosophila cordata (artundergrupp)
- Drosophila elliptica (artundergrupp)
- Drosophila parasaltans (artundergrupp)
- Drosophila saltans (artundergrupp)
- Drosophila sturtevanti (artundergrupp)

## Arter utan placering i artundergrupp
- Drosophila neoprosaltans